# 군사경찰
군사경찰(軍事警察, 영어: military police, MP)은 군대 내에서 경찰 직무를 수행하는 병과, 또는 그 병과에 소속된 군인이다.

## 개요
군대 내 질서유지와 군기확립, 법률이나 명령시행, 범죄예방과 수사활동, 군교도소 운용, 교통통제, 포로관리, 군사시설과 정부재산 보호와 같은 군사 관련 행정경찰, 사법경찰의 업무를 수행한다.
군사경찰은 마케도니아의 알렉산더대왕 때 처음 창설되었으며 본격적으로는 중세 프랑스에서 친위대에 경찰권을 부여한 일이다. 이때 프랑스의 경찰은 군사경찰이 주축을 이루게 되어 오늘날에도 프랑스에서는 국방부 소관의  국가헌병대가 민간인에 대한 경찰행정도 수행하고 있다.

### 대한민국

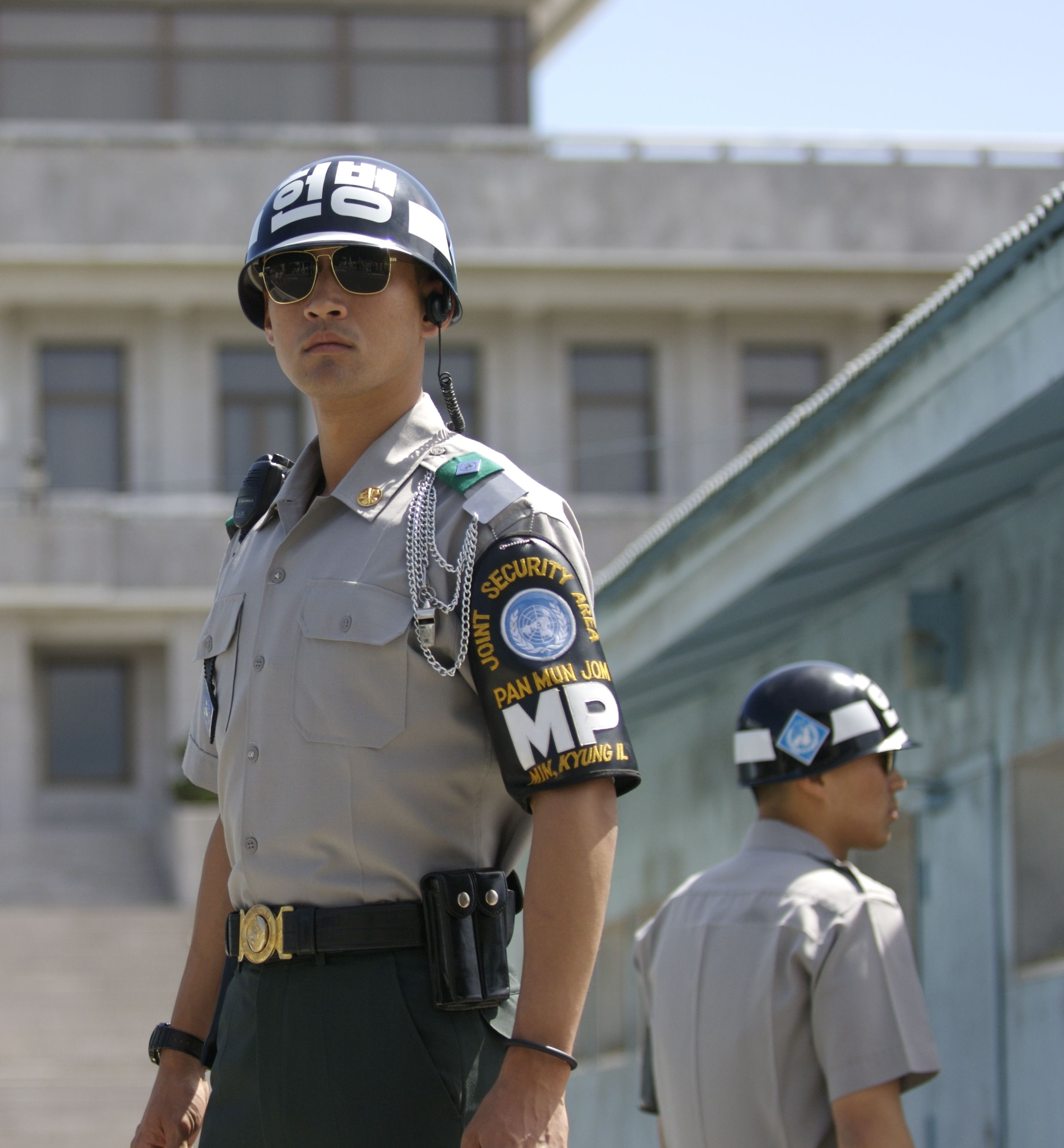
군사경찰로 바뀌기 전 JSA의 헌병(JSA 병과는 군사경찰이 아닌 보병)

육군군사경찰 훈련모습

## 나라별

### 미국
미합중국 군사경찰은 총 3가지로 나뉜다. 군사경찰대 (미국 육군), 군사경찰대 (미국 해군), 미국 공군 경비대로 이루어져있다. 육군 군사경찰은 미 육군의 군사경찰로 육군군사경찰감실(Office of the Provost Marshal General) 소속이다. 이들의 임무는 경계, 교통지원, 영창 운영, 군경찰 활동, 그리고 군교도소 운영 등으로 이루어져 있다. 미합중국 군사경찰 수사관들은 미주리 포트 레오나드 우드의 육군군사경찰학교에서 수사관 교육을 따로 이수한다. 해군 군사경찰은 미 해군에서 가장 오래된 병과 중 하나이다. 이들은 수상 경계, 출입자 통제, 해군 항공대 시설과 항공기 내의 보안, 선상 보안, 전략물자경비, 주요 시설 및 인원에 대한 경비, 해군 장병들에 대한 통관 업무, 영창 운영, 군교도소 운영 등등의 일들을 수행한다. 마지막으로 공군 군사경찰 또한 주된 역할은 경계 및 경비이다. 중대한 수사의 경우 공군특별수사청이 담당하기 때문에 이들은 경미한 수사를 주로 하게 된다.

### 중화인민공화국
인민무장경찰부대는 중화인민공화국의 군사경찰이다. 육해공군과 다른 독립적인 군사조직에 해당하고, 군 사형집행 등의 일을 맡는다. 또한 폭력 시위, 폭동 등의 사태를 진압하고 대테러 작전 및 무장강도 및 인질난동 등의 중범죄들을 제압한다. 주요 지도자 경호와 국가 주요 시설 경비 등도 인민무장경찰부대에서 실시한다. 이들은 또한 유사시 군사력으로 활요할 수 있도록 체계화된 준 군사조직이다. 자세한 내용은 중국 인민무장경찰부대를 참조.

### 일본
58584

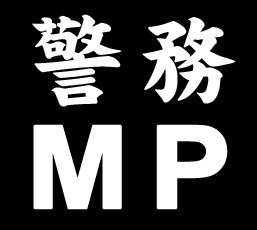
일본 자위대 경무대(군사경찰)의 완장. "MP"로 표시하는 군사경찰의 영어문자가 있다.

헌병은 과거 일본 제국 육군에서 행정, 사법 경찰을 맡은 병과였다. 자세한 내용은 헌병을 참조. 일본항복 후 자위대는 군사경찰에 해당하는 경무대(일본어: 警務隊 케이무타이[*])를 설치하였다.

### 국가 헌병대
국가 헌병대는 일반적인 군사경찰처럼 병과로 이루어진 것이 아니라 육해공군처럼 분리된 별개의 군이다. 국가 헌병대는 이 군사경찰 조직을 민간치안을 담당하는 데에도 사용한다. 프랑스, 이탈리아, 네덜란드, 스페인, 포르투갈 등의 서유럽·남유럽 국가와 라틴아메리카, 필리핀에서 이 국가 헌병대를 시행한다. 자세한 내용은 국가 헌병을 참조.

### 공공부대
공공부대는 군대를 두지 않는 국가에서 나타나는 형태로, 자세한 내용은 공공부대를 참조.